# KML
KML (de la sigla en inglés Keyhole Markup Language) es un lenguaje de marcado basado en XML para representar datos geográficos en tres dimensiones. Fue desarrollado para ser manejado con Keyhole LT, precursor de Google Earth (Google adquirió Keyhole LT en octubre de 2004 tras lanzar su versión LT 2). Su gramática contiene muchas similitudes con la de GML.

## Estructura
Los ficheros KML a menudo suelen distribuirse comprimidos como ficheros KMZ, los cuales pueden además incluir archivos de imágenes y otros recursos asociados al mapa.
Un fichero KML especifica una característica (marcas de lugares, imágenes, polígonos, modelos 3D, descripciones textuales, etc.) para Google Earth o cualquier otro software que implemente KML. Contiene título, una descripción básica del lugar, sus coordenadas primero (longitud), segundo (latitud) y opcionalmente la altitud.
Un documento KML de ejemplo podría ser:
```
<?xml version="1.0" encoding="UTF-8"?>

<kml
 
xmlns=
"http://www.opengis.net/kml/2.2"
>

  
<Placemark>

   
<name>
Oviedo
</name>

   
<description>
Ciudad
 
de
 
Oviedo,
 
capital
 
de
 
Asturias
</description>

   
<Point>

     
<coordinates>
-5.843868,43.360758,0
</coordinates>

   
</Point>

  
</Placemark>

 
</kml>

```

## Proceso de estandarización
Las especificaciones KML 2.2 fueron presentadas ante el Open Geospatial Consortium (OGC) con el fin de alcanzar un estatus de estándar abierto como formato de intercambio de información geográfica. En noviembre de 2007 la OGC crea un nuevo grupo de trabajo sobre KML 2.2 y se solicitan alegaciones hasta el 4 de enero de 2008. El 14 de abril de 2008 se convirtió definitivamente en nuevo estándar de la industria.